# Julián Martínez Soto
Julián Martínez Soto (también Soros o Sotos por error periodístico y bibliográfico) (Valencia, España, 1921-Ciudad de México, México, 2000) fue un escultor hispanomexicano que llegó a México con los Niños de Morelia, grupo de niños hijos de republicanos españoles que vinieron a México a pasar unas "vacaciones escolares" o "colonias escolares" como se les llama en España, en tanto terminaba la Guerra Civil Española. Llegaron el 7 de junio de 1937.

## Biografía
Hijo de un maestro republicano, nació en 1921 en Valencia, España. Arribó al puerto de Veracruz en 1937 como parte del grupo conocido como los Niños de Morelia, hijos de republicanos españoles durante la Guerra Civil Española. Cabe aclarar que los Niños de Morelia nunca recibieron la calidad de exiliados, en cambio fueron nombrados "Hijos adoptivos del pueblo de México". No eran huérfanos, tenían que ser inscritos para el viaje a México por sus padres o tutores. Julián llegó junto con su padre en la expedición de los niños ya que era su padre el jefe de la toda la expedición, maestro que tenía a su cargo a los maestros que acompañaban a los niños y a los mismos niños. Julián llegó de 16 años.
Se inició como pintor en España pero realizó su carrera en México como escultor. Fue alumno de Eligio Esquivel en Mexicali, Baja California, México.
Habiendo estudiado en la Academia Nacional de Pintura, trabajó en los Estudios Churubusco como pintor. Se dedicó tanto a las artes gráficas como a la escultura, que empezó como hobby. Realizó más de 200 esculturas, entre las más famosas una estatua del expresidente Lázaro Cárdenas del Río que hizo como agradecimiento al mandatario mexicano que recibió a los Niños de Morelia, la cual fue colocada en Madrid, también realizó varias versiones de numerosas esculturas de Lázaro Cárdenas del Río que fueron colocadas den diferentes ciudades de la República Mexicana, el maravilloso monumento al mestizaje, la ecuestre de Emiliano Zapata colocada en la carretera México-Toluca a la entrada de Toluca, la de Francisco Villa colocada hasta hoy en el "Parque de los Venados" que es diferente a la de Tucson, Arizona, entre otras númerosas en diferentes Estados de la República Mexicana y en Estados Unidos de Norteamérica. La de León Felipe Camino Galicia, el busto de Franz Liszt, entre otros, la ecuestre de Juan Bautista de Anza en Lake Merced, California, la de John F. Kennedy en California, la de Heberto Castillo la del padre Kino, no la versión que está en Sonora, la de Arizona y la de Segna Italia que por años fue la única estatua ecuestre de un escultor extranjero en Italia.
Julián Martínez Soto era sobre todo un cálido y energético humanista, pintor y escultor, esculpía por gusto y amor al arte y para quien le encomendara un trabajo y su oficio de escultor era prioritario en su vida.
También estudió en Nueva York e hizo estatuas ecuestres reconocidas en México y Estados Unidos, como una de Pancho Villa en Tucson, Arizona. y una ecuestre de Emiliano Zapata en Toluca. El crítico de arte Miguel Cereceda escribió un libro sobre su obra, en el título del citado libro es evidente que el autor no conocía bien a Julián Martínez Soto ya que escribío mal su nombre que por cierto también está mal escrito en el libro "El Exilio Español en México" del que seguramente Cerededa obtuvo el nombre y otros de los que han escrito erróneamente su segundo apellido.
Falleció el 23 de mayo de 2000 en la Ciudad de México.

## Obra escultórica parcial[5]
- El Pescador (Puerto Peñasco, Sonora)

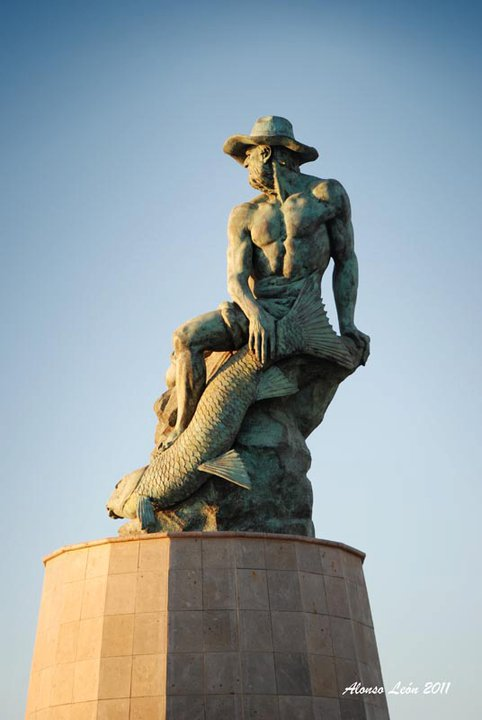
Monumento al pescador, en Guaymas

- Monumento al pescador, en GuaymasEstatua del pescador (Guaymas, Sonora)
- Estatua de Jesús García (Hermosillo, Sonora, 1976)
- Estatua ecuestre de Francisco Villa (Tucson, Arizona, 1981)
- Estatua ecuestre de Pancho Villa (En el Parque de los Venados, antes estaba en avenida División del Norte en CDMX)
- Monumento a la madre (Ensenada, Baja California)
- Monumento al Mestizaje (Parque Xicoténcatl, Coyoacán, CDMX, 1982)[6]

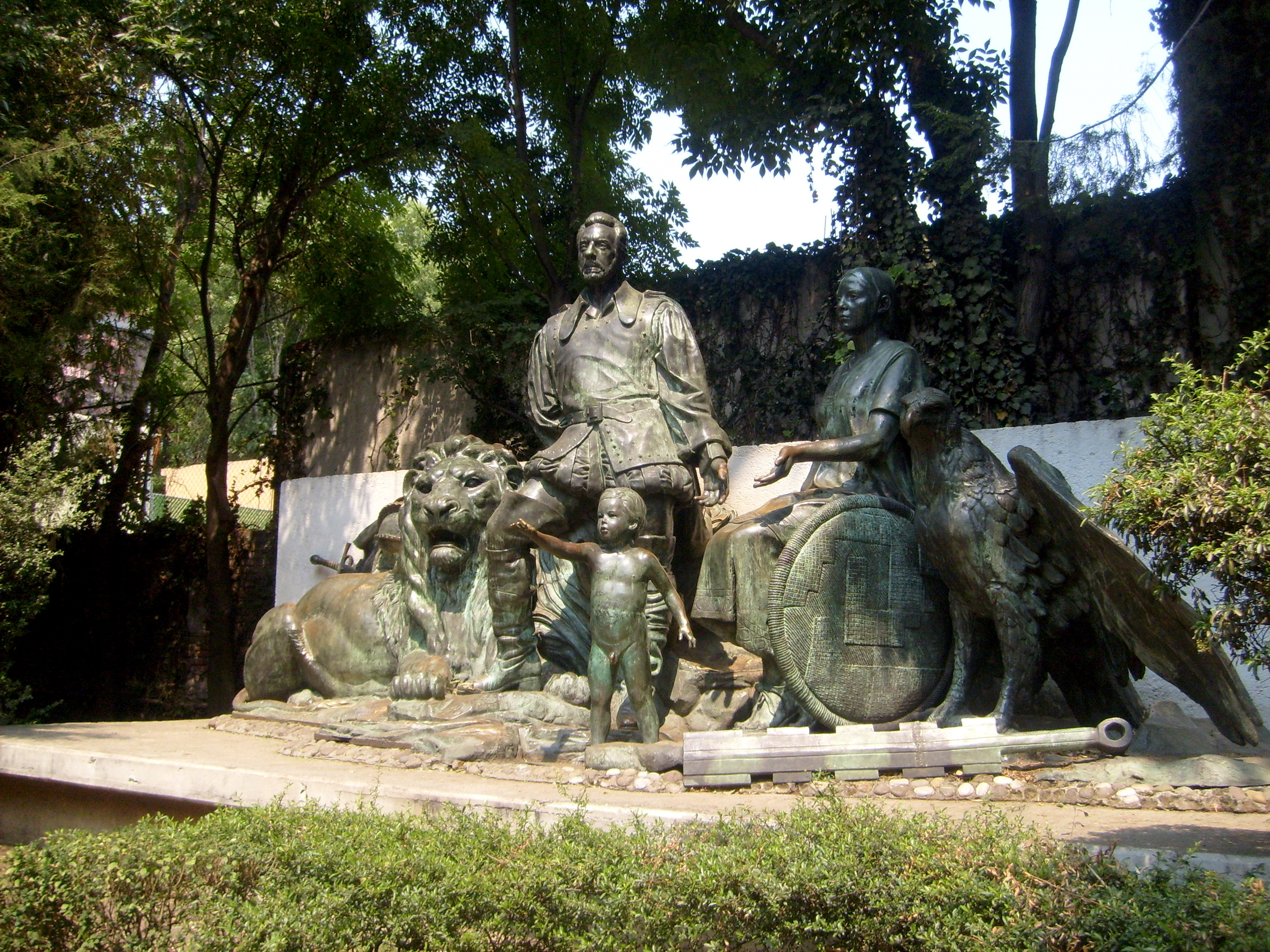
Monumento al mestizaje, en parque Xicoténcatl, antes de que se robaran al niño.

- Lázaro Cárdenas (Parque del Oeste, Madrid, España) Tiene una placa con la siguiente leyenda : "Extranjero, detente y descúbrete:  Este es el Presidente de México Lázaro Cárdenas, el padre de los españoles sin patria y sus derechos perseguidos por la tiranía y desheredados por el odio”.Monumento en agradecimiento a Lázaro Cárdenas.

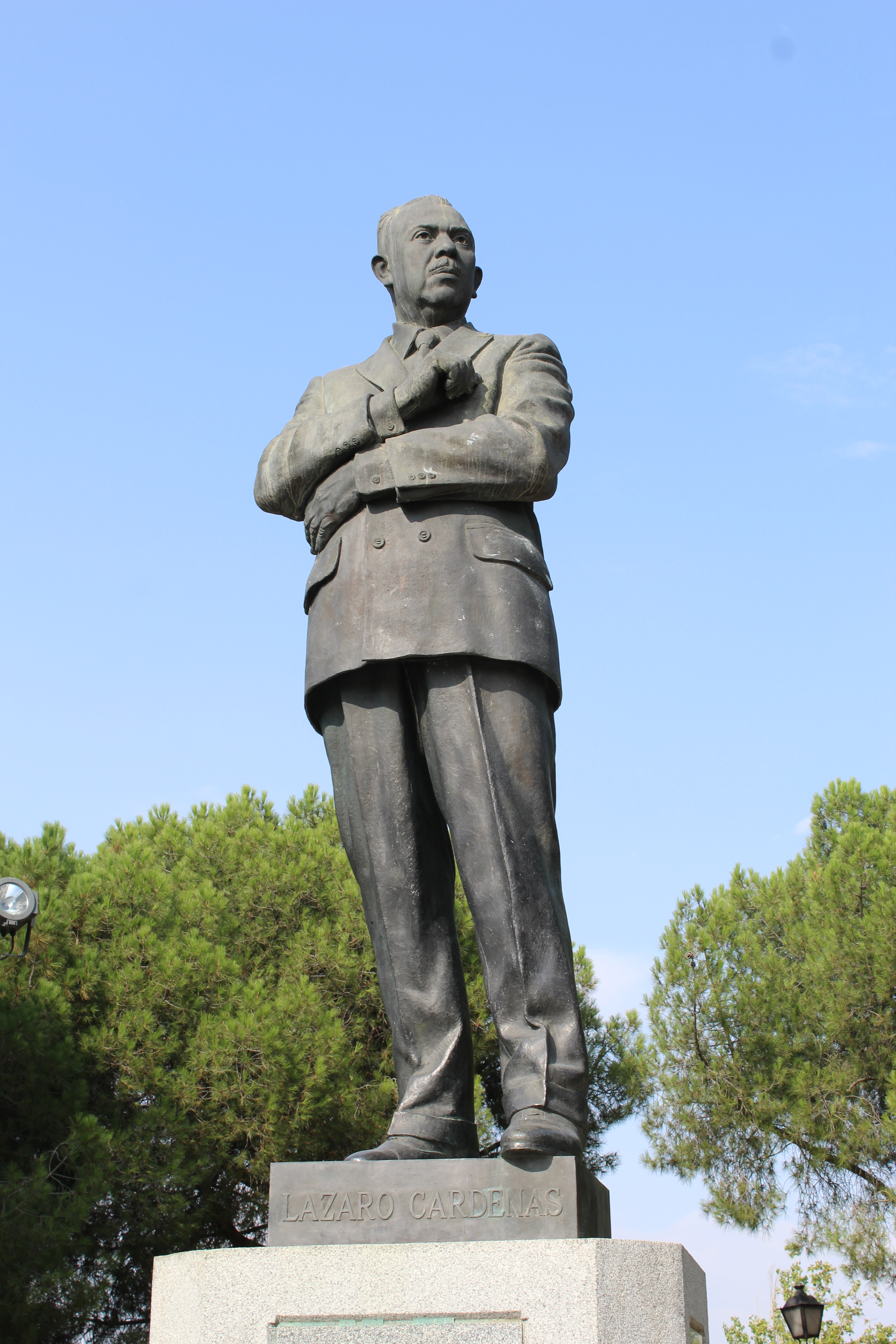
Monumento en agradecimiento a Lázaro Cárdenas.

- Busto de Lázaro Cárdenas (Córdoba, España)
- Lázaro Cárdenas (Toluca frente a la Confederación Nacional Campesina del Estado de México)
- Busto de Lázaro Cárdenas (Guaymas ,Sonora).
- Lázaro Cárdenas (Ensenada, Baja California)
- Don Pelayo (Parque Asturias, CDMX)

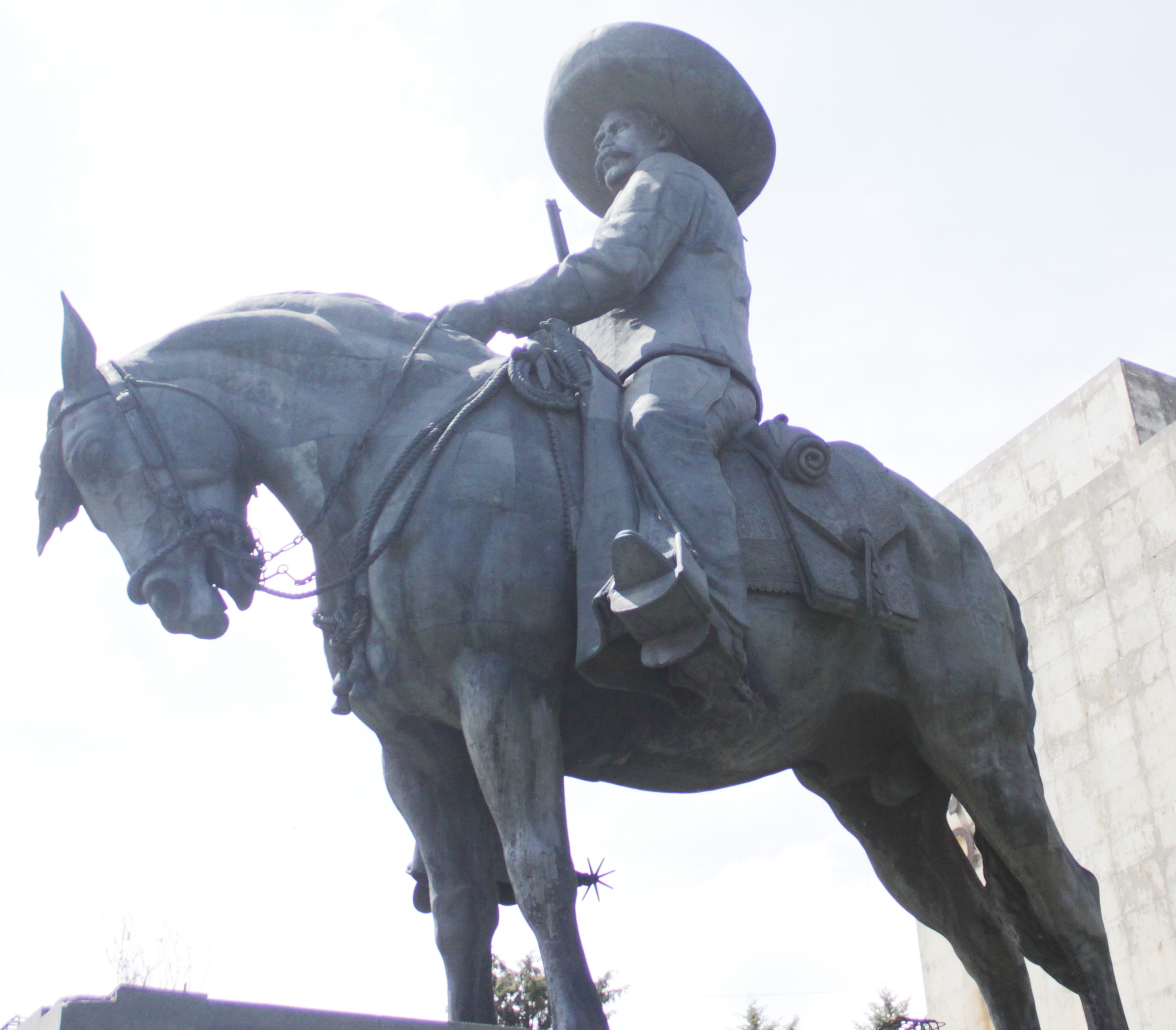
Estatua ecuestre de Emiliano Zapata en Paseo Tollocan, entrada de México a Toluca

- Estatua ecuestre de Emiliano Zapata en Paseo Tollocan, entrada de México a TolucaEstatua ecuestre de Emiliano Zapata (Paseo Tollocan, entrada a Toluca, Estado de México)
- Busto de John Fitzgerald Kennedy (Universidad de California)[1]
- León Felipe (Casa del Lago Bosque de Chapultepec 1a. Sección. Lomas de Chapultepec, CDMX, 1973)[7]
- Capitán Juan Bautista de Anza
- José María Morelos   (Coyoacán, CDMX)
- José María Morelos    (Los Angeles, California)
- José María Morelos (Boulevard Morelos, Hermosillo, México)
- Busto del dibujante y caricaturista Jorge Carreño
- Benito Juárez (Mexicali, Baja California)
- Estatua ecuestre de Juan Bautista de Anza (Hermosillo, Sonora)
- Estatua ecuestre de Juan Bautista de Anza (San Francisco, California, 1967)  Estatua ecuestre de Juan Bautista de Anza, fundador de San Francisco, California

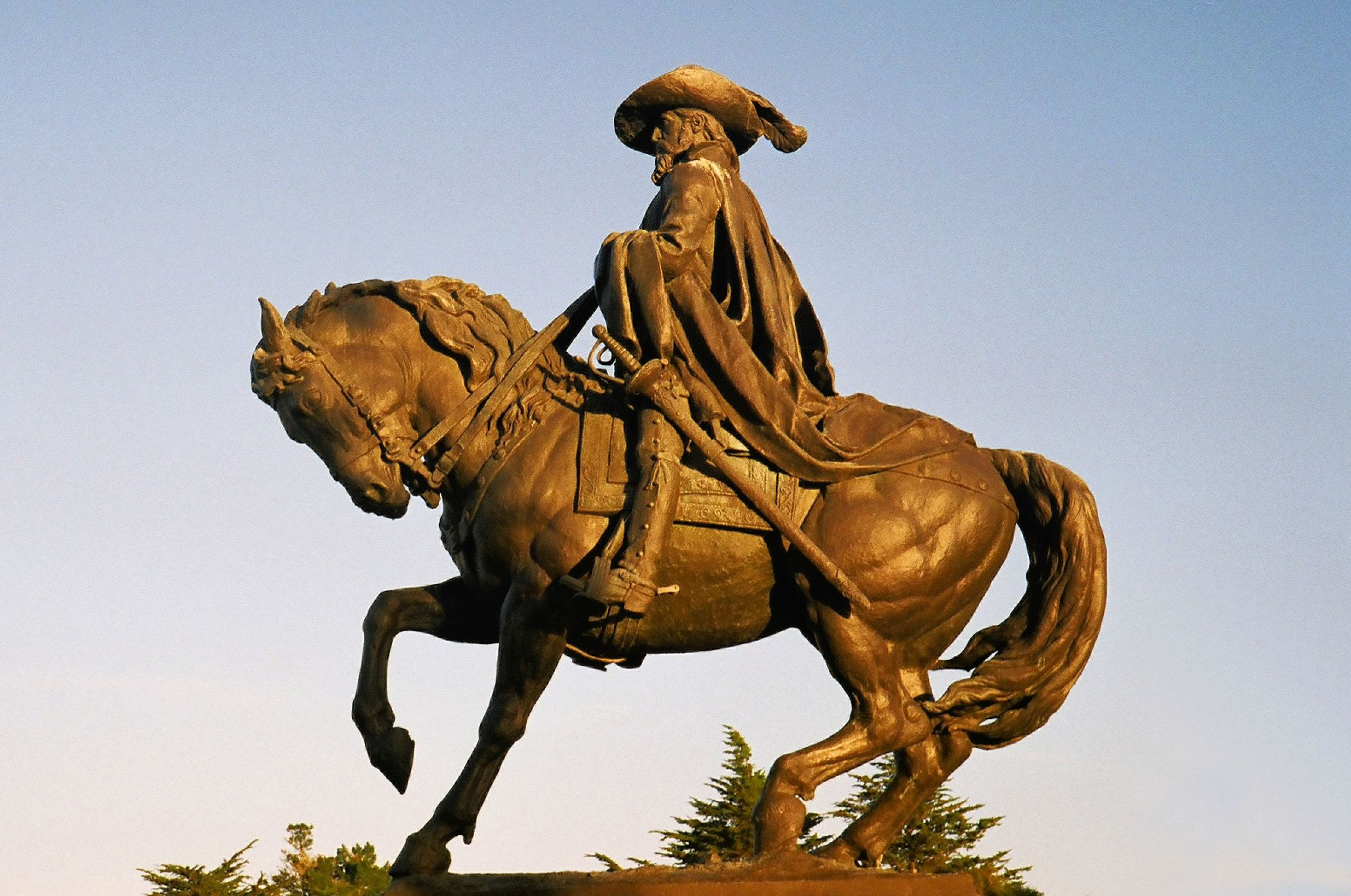
Estatua ecuestre de Juan Bautista de Anza, fundador de San Francisco, California

- Busto de Luis Donaldo Colosio (Ciudad Obregón)
- Busto de Luis Donaldo Colosio (Hermosillo, Sonora)
- Estatua dedicada a Los Pioneros de Ciudad Obregón.
- Estatua de José María Leyva “Cajeme” (Ciudad Obregón)
- Estatua de Heberto Castillo, (Archivo General de la Nación, CDMX)
- Juan Navarrete Guerrero (Hermosillo, Sonora)

### Estatuas de la plaza de los tres presidentes (Guaymas, Sonora)
- Adolfo de la Huerta
- Plutarco Elías Calles
- Abelardo L. Rodríguez

### Presidentes de la República (Boulevard Rodríguez de Hermosillo,Sonora)

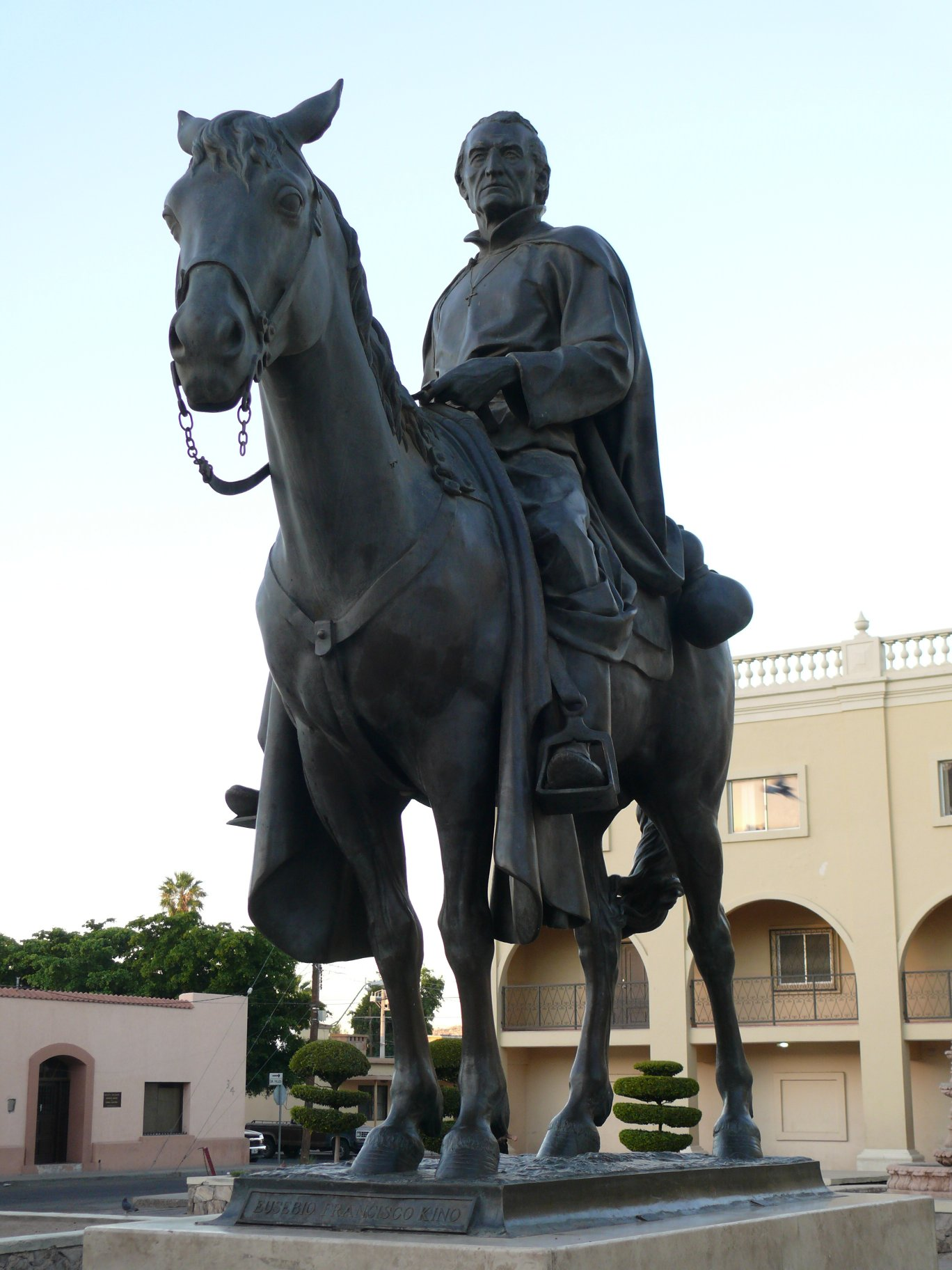
Estatua ecuestre del Padre Kino, en Hermosillo Sonora

- Álvaro Obregón
- Adolfo de la Huerta
- Abelardo L. Rodríguez
- Plutarco Elías Calles

### Tres estatuas por tres siglos
- Padre Eusebio Francisco Kino (Magdalena de Kino, Sonora, 1989)
- Padre Eusebio Francisco Kino (Segno, Italia, 1990)
- Padre Eusebio Franciasco Kino (Kino Parkway, Tucson, Arizona, 1988)[8]